# Xanthochorema
Xanthochorema is een geslacht van schietmotten van de familie Hydrobiosidae.

## Soorten
- X. bifurcatum F Schmid, 1989
- X. calcaratum F Schmid, 1989
- X. caledon DE Kimmins, 1953
- X. celadon F Schmid, 1989
- X. christinae M Espeland & KA Johanson, 2008
- X. johnwardi M Espeland & KA Johanson, 2008
- X. nathaliae M Espeland & KA Johanson, 2008
- X. neocaledonia KA Johanson, 2002
- X. paniensis JB Ward & NJ Mary, 2000